# Asterophrys turpicola
Az Asterophrys turpicola a kétéltűek osztályának békák (Anura) rendjébe és a szűkszájúbéka-félék (Microhylidae) családjába tartozó faj.

## Előfordulása
Új-Guinea szigetén, az Indonéziához tartozó Nyugat-Pápuán és Pápua Új-Guinea területén honos. Természetes élőhelyei a szubtrópusi és trópusi esőerdők. Az alacsonyan fekvő területektől kb. 1000 méter tengerszint feletti magasság-ig megtalálható.

## Megjelenése
Testhossza elérheti a 65 millimétert.

## Életmódja
Gyíkokkal, rovarokkal és más békákkal táplálkozik.

## Természetvédelmi helyzete
A Természetvédelmi Világszövetség Vörös listáján nem fenyegetett fajként szerepel.